# Sumpf-Tupelobaum
Der Sumpf-Tupelobaum (Nyssa biflora) ist eine Pflanzenart aus der Gattung Tupelobäume (Nyssa) innerhalb der Familie der Tupelogewächse (Nyssaceae). Englischsprachige Trivialnamen sind swamp tupelo, swamp black-gum. Der botanische Name nimmt Bezug auf die Wasserbedürftigkeit und geht auf die griechische Nymphe zurück.

## Beschreibung
Der Sumpf-Tupelobaum hat winzige grünlich-weiße Blüten. Die Blütezeit liegt im Frühjahr, üblicherweise Ende April.
Die Steinfrucht ist unreif grün und reif, normalerweise Anfang November, dunkelblau.

## Ökologie
Der Sumpf-Tupelobaum entwickelt eine Pfahlwurzel und hat auf der Höhe des mittleren Wasserspiegels der Vegetationsperiode eine geschwollene Basis. Wasserwurzeln, die sich unter Überschwemmungs-Bedingungen entwickeln, dienen der Versorgung mit und der Speicherung von Nährstoffen. Diese spezialisierten Wurzeln tolerieren hohe Kohlendioxid-Konzentrationen, oxidieren die Rhizosphäre und setzen die Atmung unter anaeroben Bedingungen fort. Sie sind daher der Schlüssel für den Sumpf-Tupelobaum, in überfluteten Lebensräumen zu gedeihen.
Insekten, vorrangig Bienen, sind die wichtigsten Bestäuber; der Pollen wird jedoch auch durch Wind verbreitet.
Die Samen überwintern normalerweise und keimen im folgenden Frühjahr. Die Keimung unterbleibt, wenn sich die Samen unter Wasser befinden, setzt jedoch nach Absinken des Wasserspiegels unter die Bodenoberfläche ein. Sie verläuft in feuchter, durchlüfteter Umgebung bei mehr als 21 °C rasch. Nach der Keimung muss der Setzling rasch wachsen, um die Sprossspitze und die Blätter über Wasser zu halten, weil er sonst abgetötet würde. Eine Überschwemmung während der Ruhephase hat dagegen keinen negativen Effekt.

## Vorkommen
Nyssa biflora kommt in den USA in den Küstenebenen von Delaware, östlichen Maryland und südöstlichen Virginia südwärts bis ins südliche Florida und westwärts bis östliches Texas vor. Sein Verbreitungsgebiet erstreckt sich nordwärts das Tal des Mississippi aufwärts bis ins südliche Arkansas und westwärts bis ins südliche Tennessee.
Der Sumpf-Tupelobaum wächst in Feuchtgebieten. Der Sumpf-Tupelobaum wächst in feucht-warmen Klimaten. Er toleriert nicht nur Überflutungen, sondern gedeiht aktuell unter solchen Bedingungen. Er wird selten an Standorten gefunden, die nicht über den Großteil der Vegetationsperiode überschwemmt sind. Nyssa biflora wächst in Brüchen, sogenannten „strands“ (ebene Feuchtwälder ohne ausgeprägte Wasserläufe), kleineren Standgewässern, Flusssohlen, Buchten und Ästuaren, sofern der Wasserstand nicht zu hoch ist.
Das Wasser-Regime ist wichtiger für das Vorkommen des Sumpf-Tupelobaums als der Bodentyp. Die besten Bedingungen bieten wassergesättigte Böden, in denen das Wasser sich sehr langsam fortbewegt. Das Wachstum kann um bis zu 50 % in stehendem Wasser wie in Teichen reduziert sein. Unterbrochene Überflutungen mit periodischen Trockenphasen oder hohe Überschwemmungen selbst bei fließendem Wasser reduzieren gleichfalls das Wachstum.
Bäume und Sträucher, die mit dem Sumpf-Tupelobaum vergesellschaftet sind, sind Rot-Ahorn (Acer rubrum), Westlicher Knopfbusch (Cephalanthus occidentalis), Cliftonia monophylla, Hartriegel-Arten (Cornus spec.), Cyrilla racemiflora, Forestiera acuminata, Fraxinus caroliniana, Gordonia lasianthus, Ilex cassine, Ilex glabra, Ilex vomitoria, Lyonia lucida und Myrica spec.